# Podostemàcies
Podostemaceae és una família de plantes amb flors. Conté uns 50 gèneres i unes 250 espècies. Són herbàcies aquàtiques.

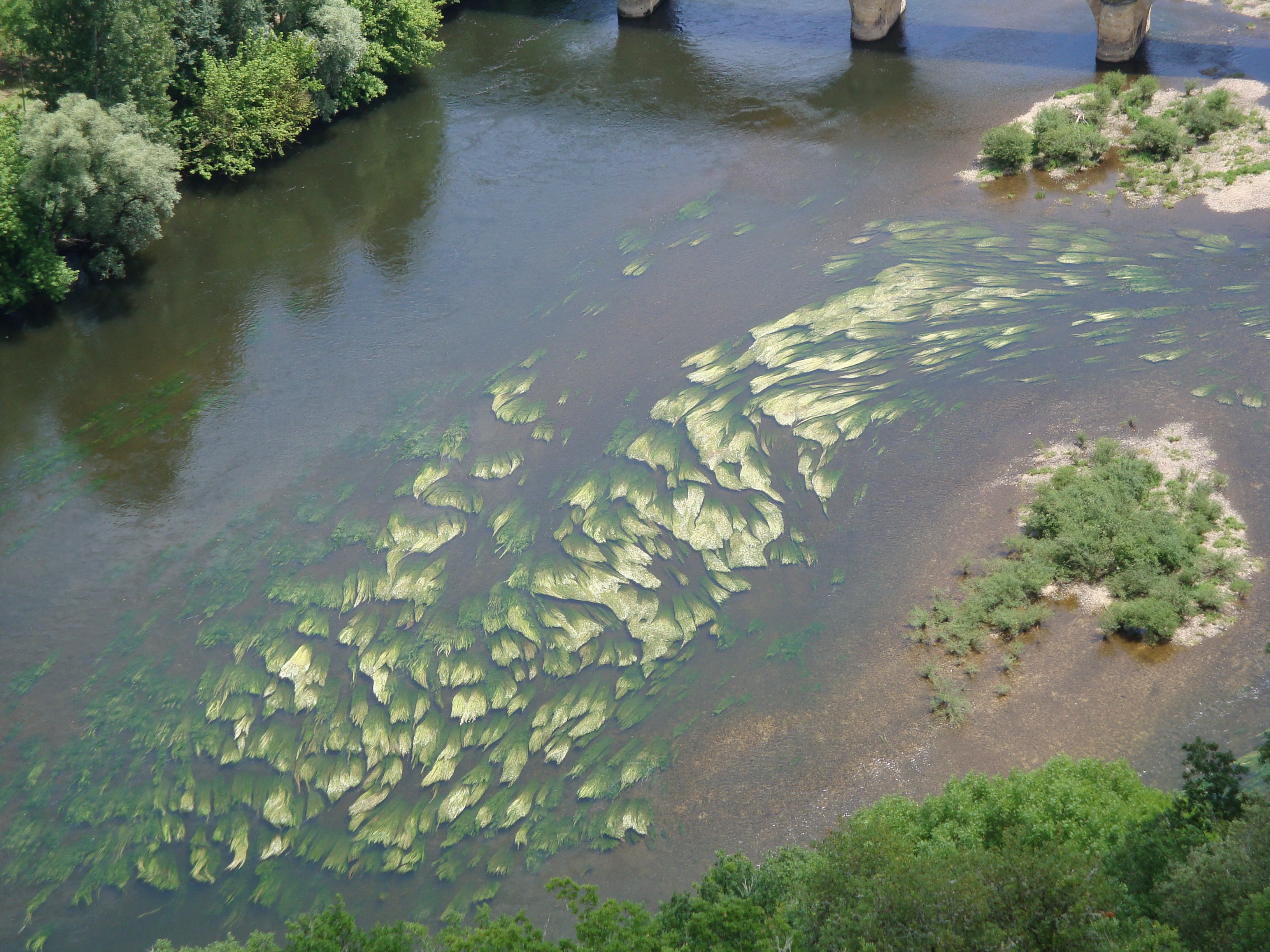
Pantes d'aquesta família florides al riu Dordonya

Les Podostemaceae s'adhereixen a superfícies dures, generalment les roques, en els ràpids o els salts d'aigua dels rius. Viuen principalment en zones tropicals i subtropicals de tot el món. En els llocs on durant l'estació seca s'assequen les superfícies d'aigua on viuen, aleshores viuen sobre la terra seca i floreixen. L'anatomia de la seva rel està especialitzada per a enganxar-se a les roques i el detall de l'estructura de les rels serveix per a classificar-les.
Les Podostemaceae estan relacionades amb les famílies Clusiaceae i Hypericaceae i Bonnetiaceae.

## Gèneres
- Angolaea
- Apinagia
- Butumia
- Castelnavia
- Ceratolacis
- Cipoia
- Cladopus
- Dalzellia
- Devillea
- Dicraeanthus
- Dicraeia
- Diplobryum
- Djinga
- Endocaulos
- Farmeria
- Griffithella
- Heterotristicha
- Hydrobryum
- Indotristicha
- Jenmaniella
- Ledermanniella
- Leiothylax
- Letestuella
- Lonchostephus
- Lophogyne
- Macarenia
- Macropodiella
- Malaccotristicha
- Marathrum
- Mniopsis
- Monostylis
- Mourera
- Oserya
- Paleodicraeia
- Podostemum
- Pohliella
- Polypleurella
- Polypleurum
- Rhyncholacis
- Saxicolella
- Sphaerothylax
- Stonesia
- Thelethylax
- Torrenticola
- Tristicha
- Tulasneantha
- Weddellina
- Wettsteiniola
- Willisia
- Winklerella
- Zehnderia

### Desplaçades a altres gèneres
- Hydrostachys de Madagascar.